# Football Club Internazionale Milano 2010-2011
Questa voce raccoglie le informazioni riguardanti il Football Club Internazionale Milano nelle competizioni ufficiali della stagione 2010-2011.

## Stagione

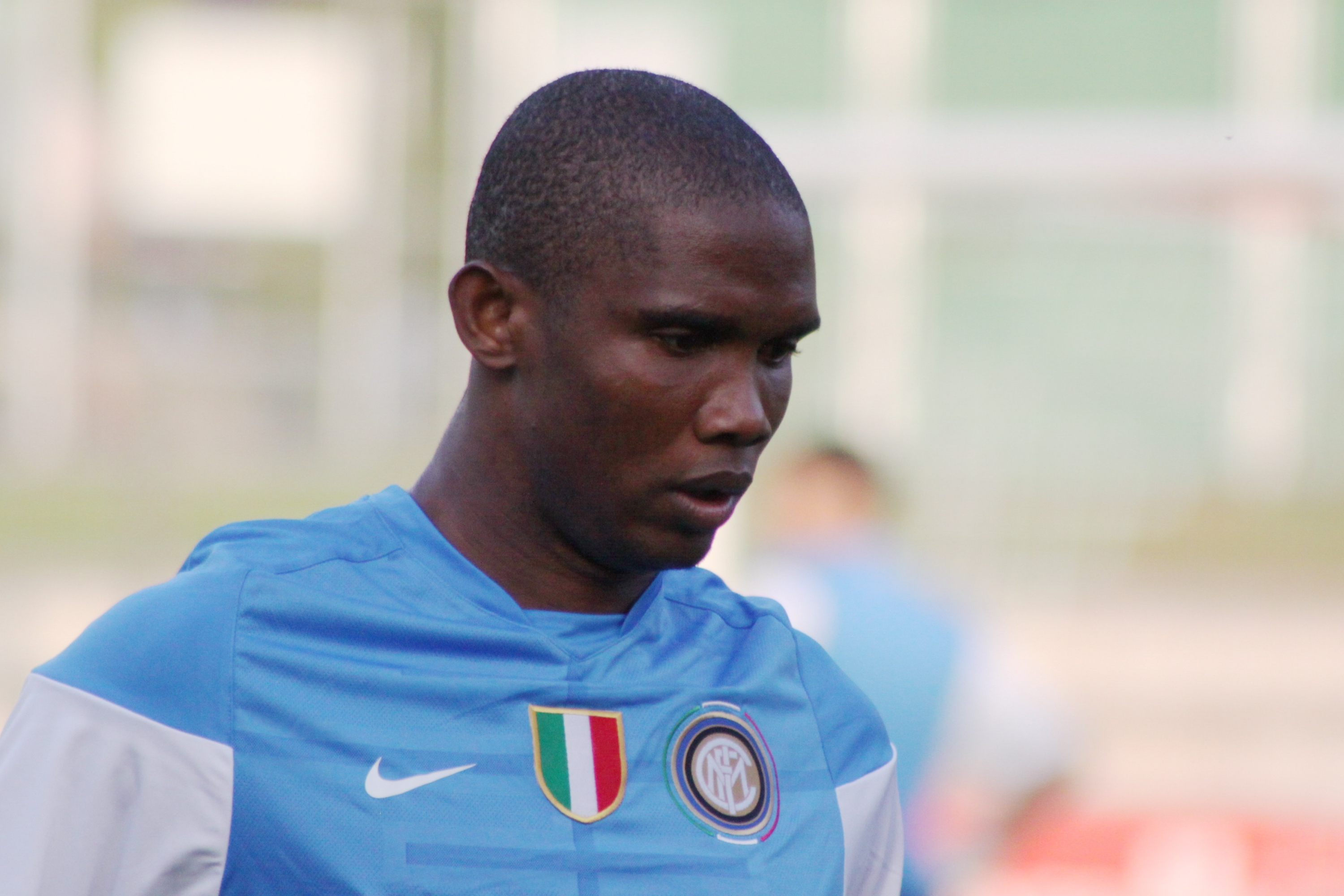
Samuel Eto'o, autore di 37 gol stagionali, compresi quelli nelle finali di Supercoppa italiana, Mondiale per club e Coppa Italia.

Al termine di un'esperienza biennale culminata nella vittoria della Champions League, José Mourinho si congedò dalla causa interista per sedere sulla panchina del Real Madrid: in sua sostituzione il club compì l'ingaggio del tecnico spagnolo Rafael Benítez, precedentemente alla guida del Liverpool. Un regime imposto dal nuovo fair play finanziario limitò il mercato a poche operazioni, tra cui l'ingaggio del secondo portiere Castellazzi per fronteggiare il ritiro di Toldo dall'agonismo: un Biabiany cresciuto nel settore giovanile fece poi rientro alla base dopo l'esordio in Serie A col Parma, mentre al diciottenne Coutinho fu affidato il compito di rimpiazzare un Balotelli trasferitosi al Manchester City.
Il primo atto della nuova gestione si consumò il 21 agosto 2010, quando a tre mesi dalla finale di Madrid la Beneamata rimpinguò ulteriormente la bacheca con una Supercoppa italiana contesale dalla Roma: la sconfitta subìta in zona Cesarini dall'Atlético Madrid rese invece vano l'assalto alla Supercoppa Europea, manifestazione nella quale si registrò un assoluto esordio. Lo scorcio autunnale del campionato gettò ombre sull'egemonia nerazzurra che aveva contraddistinto il recente lustro, segnalando peraltro le sconfitte nel derby meneghino del 14 novembre 2010 — col decisivo rigore messo a segno dall'ex Ibrahimović — e il passo falso di Verona una domenica più tardi: pur iscrivendo agli annali la prima tripletta di Stanković nel torneo italiano, il 2010 risultò concluso in ambito nazionale dal knock-out di Roma che precipitò la squadra in quarta posizione a 10 lunghezze dalla capolista rossonera.
A ridosso della pausa natalizia i milanesi sostennero infatti ulteriori fatiche, peraltro ripagate dall'affermazione nel Mondiale per club colta negli Emirati Arabi Uniti: la conquista del titolo passò dalle sfide con il coreano Seongnam e il congolese Mazembe, ambedue regolate col punteggio di 3-0. Le divergenze d'intenti che avevano segnato il rapporto tra Benítez — a suo dire insoddisfatto del mercato — e la società determinarono però una rescissione di comune accordo, col posto in panchina rilevato dunque dall'ex calciatore Leonardo.
Con rinforzi invernali — tra cui il giapponese Nagatomo e il marocchino Kharja, «precursori» di nazionalità mai rappresentate finora in maglia interista, ma anche gli azzurri Ranocchia e un Pazzini presentatosi al Meazza firmando una doppietta al Palermo — giunti a puntellare l'organico, il tecnico brasiliano affrontò una fase di Champions League da «dentro o fuori» cui il predecessore era addivenuto congiuntamente al Tottenham: incrociato il Bayern Monaco per una simbolica rivincita della finale al Bernabeu, il rocambolesco 3-2 in campo teutonico sovvertì un passivo di misura conosciuto nella partita d'andata.
Il 2 aprile 2011 l'Inter si presentò alla stracittadina con 60 punti in classifica — 37 dei quali ottenuti nelle 15 giornate, comprensive dei recuperi, che avevano fatto seguito all'avvicendamento tattico — contro i 62 dei rivali, subendo da questi una pesante disfatta che archiviò in pratica la lotta-scudetto: patita frattanto un'amara eliminazione in ambito continentale per mano dello Schalke 04, la squadra difese la piazza d'onore dall'assalto del Napoli concludendo il torneo a −6 dai concittadini.
Ad impreziosire la parentesi di Leonardo concorse comunque il bis in Coppa Italia, trofeo vinto a danno del Palermo e accompagnato da un premio speciale volto a commemorare i 150 anni dell'unità nazionale: il club incamerò nella circostanza il quindicesimo alloro a far data dal giugno 2005, riportando almeno un successo per la settima annata consecutiva.

## Divise e sponsor

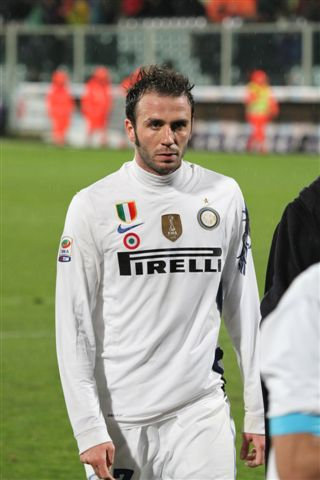
Giampaolo Pazzini con la maglia da trasferta, che da gennaio sfoggiava, oltre allo scudetto e alla coccarda tricolore, il FIFA Champions Badge.

Lo sponsor tecnico per la stagione 2010-2011 è Nike, mentre lo sponsor ufficiale è Pirelli.
La prima maglia si caratterizza per l'effetto sfumato delle classiche strisce nerazzurre, ispirate alla pelle del biscione, simbolo della squadra. Novità anche per lo stemma, che viene racchiuso in tre cerchi concentrici con i colori sociali (oro, blu e nero). Collo invece a V. La maglia bianca da trasferta presenta sul fianco sinistro il disegno di un biscione stilizzato, con la testa che sbuca sulla manica. Tre i colori scelti per la divisa del portiere: nero, grigio e verde acqua.
| Casa | Trasferta | 1ª portiere | 2ª portiere | 3ª portiere |  |

## Organigramma societario
Area direttiva
- Presidente: Massimo Moratti
- Vicepresidenti: Angelomario Moratti, Rinaldo Ghelfi
- Comitato di gestione: Angelomario Moratti, Rinaldo Ghelfi, Ernesto Paolillo
- Consiglio di amministrazione: Carlo d'Urso, Maurizio Fabris, Marco Gastel, Rinaldo Ghelfi, Tommaso Giulini, Amato Luigi Molinari, Angelo Moratti, Angelomario Moratti, Giovanni Moratti, Massimo Moratti, Natalino Curzola Moratti, Ernesto Paolillo, Pier Francesco Saviotti, Accursio Scorza, Marco Tronchetti Provera
- Collegio sindacale e sindaci effettivi: Giovanni Luigi Camera, Fabrizio Colombo, Alberto Usuelli, Franco Buccarella, Paolo Andrea Colombo
- Amministratore delegato e direttore generale: Ernesto Paolillo
- Vicedirettore generale: Stefano Filucchi
- Segretaria di presidenza: Monica Volpi
- Direttore amministrazione, finanza e controllo: Paolo Pessina

Area organizzativa
- Segretario generale e resp. risorse umane: Luciano Cucchia
- Direttore personale e resp. servizi operativi: Angelo Paolillo
- Team manager: Andrea Butti
- Direttore area stadio e sicurezza: Pierfrancesco Barletta

Area comunicazione
- Direttore comunicazione: Paolo Viganò
- Direttore editoriale: Susanna Wermelinger
- Direttore responsabile Inter Channel: Edoardo Caldara
- Ufficio Stampa: Luigi Crippa, Claudia Maddalena, Stewart Park, Leo Picchi

Area tecnica
- Direttore area tecnica: Marco Branca
- Direttore sportivo: Piero Ausilio
- Consulente dell'allenatore: Amedeo Carboni (fino al 23 dicembre 2010)
- Allenatore: Rafael Benitez (fino al 23 dicembre 2010), Leonardo (dal 29 dicembre 2010)
- Viceallenatore: Mauricio Pellegrino (fino al 23 dicembre 2010), Giuseppe Baresi (dal 29 dicembre 2010)
- Preparatore atletico: Francisco Paco De Miguel (fino al 23 dicembre 2010), Stefano Rapetti (dal 29 dicembre 2010)
- Assistenti tecnici: Giuseppe Baresi (fino al 23 dicembre 2010), Daniele Bernazzani, Angelo Castellazzi (dal 29 dicembre 2010)
- Allenatore portieri: Xavi Valero (fino al 23 dicembre 2010), Alessandro Nista (dal 29 dicembre 2010)

Area sanitaria
- Direttore area medica: Franco Combi
- Medico: Giorgio Panico
- Preparatori di recupero: Stefano Rapetti (fino al 23 dicembre 2010), Eduardo Parra Garcia (fino al 23 dicembre 2010), Roberto Niccolai (dal 3 gennaio 2011)
- Massaggiatori e fisioterapisti: Marco Dellacasa, Massimo Dellacasa, Andrea Galli, Luigi Sessolo, Alberto Galbiati

## Rosa
| N. |                        | Ruolo | Calciatore                  |
| -- | ---------------------- | ----- | --------------------------- |
| 1  | Brasile (bandiera)     | P     | Júlio César                 |
| 2  | Colombia (bandiera)    | D     | Iván Córdoba (vicecapitano) |
| 4  | Argentina (bandiera)   | D     | Javier Zanetti (Capitano)   |
| 5  | Serbia (bandiera)      | C     | Dejan Stanković             |
| 6  | Brasile (bandiera)     | D     | Lúcio                       |
| 7  | Italia (bandiera)      | A     | Giampaolo Pazzini           |
| 8  | Italia (bandiera)      | C     | Thiago Motta                |
| 9  | Camerun (bandiera)     | A     | Samuel Eto'o                |
| 10 | Paesi Bassi (bandiera) | C     | Wesley Sneijder             |
| 11 | Ghana (bandiera)       | C     | Sulley Muntari              |
| 12 | Italia (bandiera)      | P     | Luca Castellazzi            |
| 13 | Brasile (bandiera)     | D     | Maicon                      |
| 14 | Marocco (bandiera)     | C     | Houssine Kharja             |
| 15 | Italia (bandiera)      | D     | Andrea Ranocchia            |
| 17 | Kenya (bandiera)       | C     | McDonald Mariga             |
| 18 | Honduras (bandiera)    | A     | David Suazo                 |
| 19 | Argentina (bandiera)   | C     | Esteban Cambiasso           |
| 20 | Nigeria (bandiera)     | C     | Joel Obi                    |
| 21 | Italia (bandiera)      | P     | Paolo Orlandoni             |
| 22 | Argentina (bandiera)   | A     | Diego Milito                |
| 23 | Italia (bandiera)      | D     | Marco Materazzi             |

| N. |                               | Ruolo | Calciatore          |
| -- | ----------------------------- | ----- | ------------------- |
| 24 | Colombia (bandiera)           | D     | Nelson Rivas        |
| 25 | Argentina (bandiera)          | D     | Walter Samuel       |
| 26 | Romania (bandiera)            | D     | Cristian Chivu      |
| 27 | Macedonia del Nord (bandiera) | A     | Goran Pandev        |
| 29 | Brasile (bandiera)            | C     | Philippe Coutinho   |
| 30 | Brasile (bandiera)            | C     | Mancini             |
| 31 | Romania (bandiera)            | A     | Denis Alibec        |
| 34 | Italia (bandiera)             | D     | Cristiano Biraghi   |
| 35 | Italia (bandiera)             | C     | Andrea Romanò       |
| 36 | Italia (bandiera)             | D     | Simone Benedetti    |
| 39 | Italia (bandiera)             | D     | Davide Santon       |
| 40 | Nigeria (bandiera)            | C     | Nwankwo Obiora      |
| 41 | Italia (bandiera)             | P     | Raffaele Di Gennaro |
| 48 | Italia (bandiera)             | C     | Lorenzo Crisetig    |
| 54 | Italia (bandiera)             | A     | Simone Dell'Agnello |
| 55 | Giappone (bandiera)           | D     | Yūto Nagatomo       |
| 57 | Italia (bandiera)             | D     | Felice Natalino     |
| 61 | Italia (bandiera)             | C     | Daniel Bessa        |
| 62 | Rep. Ceca (bandiera)          | D     | Marek Kysela        |
| 88 | Francia (bandiera)            | A     | Jonathan Biabiany   |
| 92 | Italia (bandiera)             | P     | Alberto Gallinetta  |

## Calciomercato
La società riscatta dal Parma i giovani Jonathan Biabiany e Mcdonald Mariga che erano in comproprietà tra le due società. Si rafforza con l'arrivo del giovane Philippe Coutinho già acquistato due anni prima dal Vasco de Gama. Acquista inoltre in comproprietà col Genoa Andrea Ranocchia, che vestirà nerazzurro dalla stagione successiva. L'Inter lavora sulle cessioni (avendo già concluso quella di Ricardo Quaresma e i prestiti di alcuni giovani) e sul settore giovanile, acquistando giovani come Simone Benedetti, Lorenzo Paramatti, Davide Faraoni, Riccardo Fochesato e altri. Manda inoltre in prestito alcuni giovani tra cui Rene Krhin e Luca Siligardi al Bologna, Alen Stevanović al Torino, Luca Caldirola al Vitesse, Vid Belec al Crotone, Giulio Donati al Lecce, Mattia Destro al Genoa e Andrea Mei al Piacenza. Verso la fine del calciomercato arriva la cessione eccellente di Mario Balotelli, attaccante ventenne venduto al Manchester City.

### Sessione estiva(dall'1/7 al 31/8)
| Acquisti | Acquisti                 | Acquisti        | Acquisti                     |
| R.       | Nome                     | da              | Modalità                     |
| -------- | ------------------------ | --------------- | ---------------------------- |
| P        | Giacomo Bindi            | Foggia          | fine prestito                |
| P        | Luca Castellazzi         | Sampdoria       | definitivo                   |
| P        | Paolo Tornaghi           | Rimini          | riscatto comp.               |
| D        | Nicolás Burdisso         | Roma            | fine prestito                |
| D        | Nicolas Desenclos        | Eupen           | fine prestito                |
| D        | Dennis Benjamin Esposito | Monza           | fine prestito                |
| D        | Marco Faraoni            | Lazio           | definitivo                   |
| D        | Simone Fautario          | Grosseto        | riscatto comp.               |
| C        | Mancini                  | Milan           | fine prestito                |
| D        | Andrea Mei               | Lumezzane       | fine prestito                |
| D        | Andrea Ranocchia         | Genoa           | compartecipazione            |
| D        | Rincón                   | Piacenza        | fine prestito                |
| D        | Nelson Rivas             | Livorno         | fine prestito                |
| C        | Philippe Coutinho        | Vasco da Gama   | definitivo (3,8 milioni €)   |
| C        | Cristian Daminuță        | Dinamo Bucarest | fine prestito                |
| C        | Attila Filkor            | Gallipoli       | fine prestito                |
| C        | Alberto Gerbo            | Ancona          | fine prestito                |
| C        | Luis Jiménez             | Parma           | fine prestito                |
| C        | Matteo Lombardo          | Villacidrese    | fine prestito                |
| C        | McDonald Mariga          | Parma           | riscatto comp. (5 milioni €) |
| C        | Daniele Pedrelli         | Cesena          | fine prestito                |
| C        | Luca Siligardi           | Triestina       | fine prestito                |
| A        | David Suazo              | Genoa           | fine prestito                |
| A        | Victor Obinna            | Malaga          | fine prestito                |
| A        | Kerlon                   | Ajax            | fine prestito                |
| A        | Gianluca Litteri         | Vicenza         | fine prestito                |
| A        | Jonathan Biabiany        | Parma           | riscatto comp. (5 milioni €) |
| A        | Riccardo Bocalon         | Portogruaro     | fine prestito                |
| A        | Aiman Napoli             | Modena          | fine prestito                |

| Cessioni | Cessioni                 | Cessioni        | Cessioni                       |
| R.       | Nome                     | a               | Modalità                       |
| -------- | ------------------------ | --------------- | ------------------------------ |
| P        | Vid Belec                | Crotone         | prestito                       |
| P        | Giacomo Bindi            | Genoa           | definitivo                     |
| P        | Francesco Toldo          |                 | fine carriera                  |
| P        | Paolo Tornaghi           | Como            | prestito                       |
| D        | Nicolás Burdisso         | Roma            | definitivo (8 milioni €)       |
| D        | Luca Caldirola           | Vitesse         | prestito                       |
| D        | Giulio Donati            | Lecce           | prestito                       |
| D        | Antonio Esposito         | Padova          | prestito                       |
| D        | Dennis Benjamin Esposito | Monza           | definitivo                     |
| D        | Simone Fautario          | Como            | prestito                       |
| D        | Andrea Mei               | Piacenza        | compartecipazione              |
| D        | Michele Rigione          | Foggia          | prestito                       |
| C        | Cristian Daminuță        | Milan           | definitivo (1 milione €)       |
| C        | Attila Filkor            | Milan           | definitivo (1 milione €)       |
| C        | Jacopo Fortunato         | Como            | prestito                       |
| C        | Marco Fossati            | Milan           | definitivo (6 milioni €)       |
| C        | Alberto Gerbo            | Triestina       | prestito                       |
| C        | Luis Jiménez             | Ternana         | riscatto comp. (4,2 milioni €) |
| C        | Rene Krhin               | Bologna         | compartecipazione              |
| C        | Daniele Pedrelli         | Spezia          | prestito                       |
| C        | Gabriele Puccio          | Portogruaro     | compartecipazione              |
| C        | Ricardo Quaresma         | Beşiktaş        | definitivo (7,3 milioni €)     |
| C        | Luca Siligardi           | Bologna         | prestito                       |
| C        | Alen Stevanović          | Torino          | compartecipazione              |
| A        | Marko Arnautović         | Twente          | fine prestito                  |
| A        | Mario Balotelli          | Manchester City | definitivo (29,5 milioni €)    |
| A        | Samuele Beretta          | Pavia           | prestito                       |
| A        | Riccardo Bocalon         | Portogruaro     | definitivo                     |
| A        | Mattia Destro            | Genoa           | prestito                       |
| A        | Gianluca Litteri         | Salernitana     | prestito                       |
| A        | Aiman Napoli             | Crotone         | prestito                       |
| A        | Victor Obinna            | West Ham Utd    | prestito                       |

### Sessione invernale(dal 3/1 al 31/1)
| Acquisti | Acquisti              | Acquisti      | Acquisti                             |
| R.       | Nome                  | da            | Modalità                             |
| -------- | --------------------- | ------------- | ------------------------------------ |
| D        | Yūto Nagatomo         | Cesena        | prestito con diritto di riscatto     |
| D        | Andrea Ranocchia      | Genoa         | riscatto cartellino (12,5 milioni €) |
| C        | Houssine Kharja       | Genoa         | prestito con diritto di riscatto     |
| C        | Christoph Knasmüllner | Bayern Monaco | definitivo (0,5 milioni €)           |
| C        | Lukas Spendlhofer     | St. Pölten    | definitivo                           |
| A        | Giampaolo Pazzini     | Sampdoria     | definitivo (19 milioni €)            |

| Cessioni | Cessioni          | Cessioni         | Cessioni                 |
| R.       | Nome              | a                | Modalità                 |
| -------- | ----------------- | ---------------- | ------------------------ |
| D        | Antonio Esposito  | Monza            | prestito                 |
| D        | Nelson Rivas      | Dnipro           | prestito                 |
| D        | Davide Santon     | Cesena           | prestito                 |
| C        | Mancini           | Atlético Mineiro | definitivo               |
| C        | Sulley Muntari    | Sunderland       | prestito                 |
| C        | Nwankwo Obiora    | Parma            | compartecipazione        |
| C        | Gabriele Puccio   | Pavia            | compartecipazione        |
| A        | Jonathan Biabiany | Sampdoria        | definitivo (7 milioni €) |
| A        | Kerlon            | Paraná           | prestito                 |
| A        | Samuele Longo     | Genoa            | prestito                 |
| A        | Aiman Napoli      | Verona           | prestito                 |

## Risultati

### Serie A

#### Girone di andata
| Bologna 30 agosto 2010, ore 20:45 CEST 1ª giornata | Bologna         | 0 – 0 referto | Inter | Stadio Renato Dall'Ara (28.439 spett.)\| Arbitro: \| Valeri (Roma 2) \| |
| Arbitro:                                           | Valeri (Roma 2) |               |       |                                                                         |

| Arbitro: | Brighi (Cesena) |

|                    |           |                  |
| Lúcio 6’ Eto'o 67’ | Marcatori | 31’ Floro Flores |

| Arbitro: | Romeo (Verona) |

|            |           |                |
| Iličič 28’ | Marcatori | 62’, 70’ Eto'o |

| Arbitro: | Mazzoleni (Bergamo) |

|                                              |           |  |
| Milito 27’, 86’ Eto'o 50’ (rig.), 63’ (rig.) | Marcatori |  |

| Arbitro: | Morganti (Ascoli) |

|               |           |  |
| Vučinić 90+1’ | Marcatori |  |

| Milano 3 ottobre 2010, ore 20:45 CEST 6ª giornata | Inter           | 0 – 0 referto | Juventus | Stadio Giuseppe Meazza (78.883 spett.)\| Arbitro: \| Banti (Livorno) \| |
| Arbitro:                                          | Banti (Livorno) |               |          |                                                                         |

| Arbitro: | Tagliavento (Terni) |

|  |           |           |
|  | Marcatori | 39’ Eto'o |

| Arbitro: | Orsato (Schio) |

|           |           |             |
| Eto'o 80’ | Marcatori | 62’ Guberti |

| Arbitro: | Banti (Livorno) |

|  |           |               |
|  | Marcatori | 45+3’ Muntari |

| Arbitro: | Gava (Conegliano) |

|                  |           |                |
| Eto'o 72’ (rig.) | Marcatori | 14’ Caracciolo |

| Arbitro: | Valeri (Roma 2) |

|             |           |            |
| Olivera 79’ | Marcatori | 76’ Milito |

| Arbitro: | Tagliavento (Terni) |

|  |           |                       |
|  | Marcatori | 5’ (rig.) Ibrahimović |

| Arbitro: | Rocchi (Firenze) |

|                                |           |              |
| Pellissier 29’ Moscardelli 82’ | Marcatori | 90'+2’ Eto'o |

| Arbitro: | Giannoccaro (Lecce) |

|                                                        |           |                |
| Stanković 18’, 19’, 75’ Cambiasso 23’ Thiago Motta 72’ | Marcatori | 4’, 36’ Crespo |

| Arbitro: | Orsato (Schio) |

|                                   |           |            |
| Biava 26’ Zárate 52’ Hernanes 89’ | Marcatori | 74’ Pandev |

| Arbitro: | Russo (Nola) |

|                                   |           |                             |
| Eto'o 14’ Milito 15’ Chivu 45'+1’ | Marcatori | 23’ Bogdani 29’ Giaccherini |

| Arbitro: | Damato (Barletta) |

|             |           |                                 |
| Pasqual 33’ | Marcatori | 6’ (aut.) Camporese 61’ Pazzini |

| Arbitro: | Rocchi (Firenze) |

|                                    |           |              |
| Thiago Motta 3’, 55’ Cambiasso 37’ | Marcatori | 25’ Pazienza |

| Arbitro: | Damato (Barletta) |

|           |           |                    |
| Gómez 71’ | Marcatori | 74’, 79’ Cambiasso |

#### Girone di ritorno
| Arbitro: | Gava (Conegliano) |

|                                         |           |             |
| Stanković 20’ Milito 30’ Eto'o 62’, 71’ | Marcatori | 76’ Giménez |

| Arbitro: | Morganti (Ascoli Piceno) |

|                                      |           |               |
| Zapata 21’ Di Natale 25’ Domizzi 69’ | Marcatori | 16’ Stanković |

| Arbitro: | Rizzoli (Bologna) |

|                                   |           |                         |
| Pazzini 56’, 73’ Eto'o 76’ (rig.) | Marcatori | 5’ Miccoli 36’ Nocerino |

| Arbitro: | Romeo (Verona) |

|  |           |                                         |
|  | Marcatori | 70’ Kharja 90+4’ Pazzini 90+6’ Sneijder |

| Arbitro: | Tagliavento (Terni) |

|                                                                  |           |                                     |
| Sneijder 3’ Eto'o 35’, 63’ (rig.) Thiago Motta 71’ Cambiasso 90’ | Marcatori | 13’ Simplício 75’ Vučinić 81’ Loria |

| Arbitro: | Valeri (Roma 2) |

|           |           |  |
| Matri 30’ | Marcatori |  |

| Arbitro: | Celi (Bari) |

|              |           |  |
| Ranocchia 7’ | Marcatori |  |

| Arbitro: | Gervasoni (Mantova) |

|  |           |                          |
|  | Marcatori | 73’ Sneijder 90+4’ Eto'o |

| Arbitro: | Russo (Nola) |

|                                                    |           |                         |
| Pazzini 50’ Eto'o 51’, 57’ Pandev 71’ Nagatomo 84’ | Marcatori | 40’ Palacio 90’ Boselli |

| Arbitro: | Rocchi (Firenze) |

|                |           |           |
| Caracciolo 84’ | Marcatori | 18’ Eto'o |

| Arbitro: | Orsato (Schio) |

|             |           |  |
| Pazzini 52’ | Marcatori |  |

| Arbitro: | Rizzoli (Bologna) |

|                                 |           |  |
| Pato 1’, 62’ Cassano 90’ (rig.) | Marcatori |  |

| Arbitro: | Giannoccaro (Lecce) |

|                          |           |  |
| Cambiasso 65’ Maicon 84’ | Marcatori |  |

| Arbitro: | Rocchi (Firenze) |

|                         |           |  |
| Giovinco 35’ Amauri 85’ | Marcatori |  |

| Arbitro: | Morganti (Ascoli Piceno) |

|                        |           |                   |
| Sneijder 40’ Eto'o 53’ | Marcatori | 24’ (rig.) Zárate |

| Arbitro: | Valeri (Roma 2) |

|           |           |                      |
| Budan 56’ | Marcatori | 90+1’, 90+5’ Pazzini |

| Arbitro: | Banti (Livorno) |

|                                        |           |               |
| Pazzini 25’ Cambiasso 28’ Coutinho 77’ | Marcatori | 74’ Gilardino |

| Arbitro: | De Marco (Chiavari) |

|              |           |           |
| Zúñiga 45+1’ | Marcatori | 15’ Eto'o |

| Arbitro: | Pierpaoli (Firenze) |

|                               |           |             |
| Pazzini 15’, 48’ Nagatomo 63’ | Marcatori | 66’ Ledesma |

### Coppa Italia

#### Fase finale
| Arbitro: | Pierpaoli (Firenze) |

|                           |           |                                |
| Eto'o 15’, 43’ Mariga 59’ | Marcatori | 54’ (rig.) Kharja 90+1’ Sculli |

| Arbitro: | Valeri (Roma 2) |

|                                    |                      |                                           |
| Cavani Hamšík Lavezzi Zúñiga Yebda | Tiri di rigore 4 – 5 | Eto'o Cambiasso Pandev Thiago Motta Chivu |

| Arbitro: | Rizzoli (Bologna) |

|  |           |               |
|  | Marcatori | 45’ Stanković |

| Arbitro: | Orsato (Schio) |

|           |           |               |
| Eto'o 58’ | Marcatori | 84’ Borriello |

| Arbitro: | Morganti (Ascoli Piceno) |

|                             |           |           |
| Eto'o 26’, 76’ Milito 90+2’ | Marcatori | 88’ Muñoz |

### Champions League

#### Fase a gironi
| Arbitro: | Proença |

|                               |           |                        |
| Janssen 20’ Milito 30’ (aut.) | Marcatori | 13’ Sneijder 41’ Eto'o |

| Arbitro: | Mallenco |

|                                  |           |  |
| Eto'o 21’, 27’, 81’ Sneijder 34’ | Marcatori |  |

| Arbitro: | Skomina |

|                                                |           |                       |
| Zanetti 2’ Eto'o 11’ (rig.), 35’ Stanković 14’ | Marcatori | 52’, 90’, 90'+1’ Bale |

| Arbitro: | Kassai |

|                                              |           |           |
| Van Der Vaart 18’ Crouch 61’ Pavljučenko 89’ | Marcatori | 80’ Eto'o |

| Arbitro: | Lannoy |

|               |           |  |
| Cambiasso 55’ | Marcatori |  |

| Arbitro: | Çakır |

|                                      |           |  |
| Prödl 39’ Arnautović 49’ Pizarro 88’ | Marcatori |  |

#### Fase a eliminazione diretta
| Arbitro: | Kassai |

|  |           |           |
|  | Marcatori | 90’ Gómez |

| Arbitro: | Proença |

|                      |           |                                  |
| Gómez 21’ Müller 31’ | Marcatori | 4’ Eto'o 63’ Sneijder 88’ Pandev |

| Arbitro: | Atkinson |

|                         |           |                                                      |
| Stanković 1’ Milito 34’ | Marcatori | 17’ Matip 40’, 75’ Edu 53’ Raúl 57’ (aut.) Ranocchia |

| Arbitro: | Skomina |

|                      |           |                  |
| Raúl 45’ Höwedes 81’ | Marcatori | 49’ Thiago Motta |

### Supercoppa italiana
| Arbitro: | Bergonzi (Genova) |

|                           |           |           |
| Pandev 41’ Eto'o 70’, 80’ | Marcatori | 21’ Riise |

### Supercoppa UEFA
| Arbitro: | Busacca |

|  |           |                      |
|  | Marcatori | 62’ Reyes 83’ Agüero |

### Coppa del mondo per club
| Arbitro: | Moreno |

|  |           |                                     |
|  | Marcatori | 3’ Stanković 32’ Zanetti 73’ Milito |

| Arbitro: | Nishimura |

|  |           |                                   |
|  | Marcatori | 13’ Pandev 17’ Eto'o 85’ Biabiany |

## Statistiche
Statistiche aggiornate al 29 maggio 2011

### Statistiche di squadra
| Competizione             | Punti | In casa | In casa | In casa | In casa | In casa | In casa | In trasferta | In trasferta | In trasferta | In trasferta | In trasferta | In trasferta | Totale | Totale | Totale | Totale | Totale | Totale | DR  |
| Competizione             | Punti | G       | V       | N       | P       | Gf      | Gs      | G            | V            | N            | P            | Gf           | Gs           | G      | V      | N      | P      | Gf     | Gs     | DR  |
| ------------------------ | ----- | ------- | ------- | ------- | ------- | ------- | ------- | ------------ | ------------ | ------------ | ------------ | ------------ | ------------ | ------ | ------ | ------ | ------ | ------ | ------ | --- |
| Serie A                  | 76    | 19      | 15      | 3       | 1       | 48      | 20      | 19           | 8            | 4            | 7            | 21           | 22           | 38     | 23     | 7      | 8      | 69     | 42     | +27 |
| Coppa Italia             | -     | 2       | 1       | 1       | 0       | 4       | 3       | 2            | 1            | 1            | 0            | 1            | 0            | 5      | 3      | 2      | 0      | 8      | 4      | +4  |
| Champions League         | 10    | 5       | 3       | 0       | 2       | 11      | 9       | 5            | 1            | 1            | 3            | 7            | 12           | 10     | 4      | 1      | 5      | 18     | 21     | -3  |
| Supercoppa italiana 2010 | -     | -       | -       | -       | -       | -       | -       | -            | -            | -            | -            | -            | -            | 1      | 1      | 0      | 0      | 3      | 1      | +2  |
| Supercoppa UEFA          | -     | -       | -       | -       | -       | -       | -       | -            | -            | -            | -            | -            | -            | 1      | 0      | 0      | 1      | 0      | 2      | −2  |
| Coppa del mondo per club | -     | -       | -       | -       | -       | -       | -       | -            | -            | -            | -            | -            | -            | 2      | 2      | 0      | 0      | 6      | 0      | +6  |
| Totale                   | -     | 26      | 19      | 4       | 3       | 63      | 32      | 26           | 10           | 6            | 10           | 29           | 34           | 57     | 33     | 10     | 14     | 104    | 70     | +34 |

### Andamento in campionato
| Giornata  | 1  | 2 | 3 | 4 | 5 | 6 | 7 | 8 | 9 | 10 | 11 | 12 | 13 | 14 | 15 | 16 | 17 | 18 | 19 | 20 | 21 | 22 | 23 | 24 | 25 | 26 | 27 | 28 | 29 | 30 | 31 | 32 | 33 | 34 | 35 | 36 | 37 | 38 |
| --------- | -- | - | - | - | - | - | - | - | - | -- | -- | -- | -- | -- | -- | -- | -- | -- | -- | -- | -- | -- | -- | -- | -- | -- | -- | -- | -- | -- | -- | -- | -- | -- | -- | -- | -- | -- |
| Luogo     | T  | C | T | C | T | C | T | C | T | C  | T  | C  | T  | C  | T  | C  | T  | C  | T  | C  | T  | C  | T  | C  | T  | C  | T  | C  | T  | C  | T  | C  | T  | C  | T  | C  | T  | C  |
| Risultato | N  | V | V | V | P | N | V | N | V | N  | N  | P  | P  | V  | P  | V  | V  | V  | V  | V  | P  | V  | V  | V  | P  | V  | V  | V  | N  | V  | P  | V  | P  | V  | V  | V  | N  | V  |
| Posizione | 12 | 6 | 2 | 1 | 1 | 2 | 3 | 3 | 2 | 3  | 4  | 5  | 6  | 5  | 5  | 6  | 5  | 4  | 3  | 2  | 3  | 3  | 2  | 2  | 3  | 3  | 2  | 2  | 2  | 2  | 3  | 3  | 3  | 2  | 2  | 2  | 2  | 2  |

Fonte:  Serie A – Classifiche, su sport.sky.it, Sky Sport. URL consultato il 24 febbraio 2016 (archiviato dall'url originale l'11 settembre 2014).
Legenda:

Luogo: C = Casa; T = Trasferta. Risultato: V = Vittoria; N = Pareggio; P = Sconfitta.

### Statistiche dei giocatori
| Giocatore      | Serie A  | Serie A | Serie A     | Serie A    | Coppa Italia | Coppa Italia | Coppa Italia | Coppa Italia | UEFA Champions League | UEFA Champions League | UEFA Champions League | UEFA Champions League | Altro    | Altro | Altro       | Altro      | Totale   | Totale | Totale      | Totale     |
| Giocatore      | Presenze | Reti    | Ammonizioni | Espulsioni | Presenze     | Reti         | Ammonizioni  | Espulsioni   | Presenze              | Reti                  | Ammonizioni           | Espulsioni            | Presenze | Reti  | Ammonizioni | Espulsioni | Presenze | Reti   | Ammonizioni | Espulsioni |
| -------------- | -------- | ------- | ----------- | ---------- | ------------ | ------------ | ------------ | ------------ | --------------------- | --------------------- | --------------------- | --------------------- | -------- | ----- | ----------- | ---------- | -------- | ------ | ----------- | ---------- |
| J. Biabiany    | 14       | 0       | 0           | 0          | 1            | 0            | 0            | 0            | 5                     | 0                     | 0                     | 0                     | 1        | 1     | 0           | 0          | 21       | 1      | 0           | 0          |
| C. Biraghi     | -        | -       | -           | -          | -            | -            | -            | -            | 2                     | 0                     | 0                     | 0                     | -        | -     | -           | -          | 2        | 0      | 0           | 0          |
| E. Cambiasso   | 30       | 7       | 0           | 0          | 4            | 0            | 0            | 0            | 7                     | 1                     | 0                     | 0                     | 4        | 0     | 1           | 0          | 45       | 8      | 1           | 0          |
| L. Castellazzi | 15       | -21     | 0           | 0          | 2            | -2           | 0            | 0            | 3                     | -3                    | 0                     | 0                     | -        | -     | -           | -          | 20       | -26    | 0           | 0          |
| J. César       | 25       | -21     | 1           | 1          | 3            | -2           | 0            | 0            | 7                     | -15                   | 0                     | 0                     | 4        | -3    | 0           | 0          | 39       | -41    | 1           | 1          |
| C. Chivu       | 24       | 1       | 6           | 1          | 3            | 0            | 1            | 0            | 6                     | 0                     | 4                     | 1                     | 4        | 0     | 0           | 0          | 37       | 1      | 11          | 2          |
| I. Córdoba     | 22       | 0       | 4           | 1          | 1            | 0            | 0            | 0            | 5                     | 0                     | 1                     | 0                     | 2        | 0     | 0           | 0          | 30       | 0      | 5           | 1          |
| P. Coutinho    | 13       | 1       | 1           | 0          | -            | -            | -            | -            | 6                     | 0                     | 0                     | 0                     | 1        | 0     | 0           | 0          | 20       | 1      | 1           | 0          |
| S. Eto'o       | 35       | 21      | 3           | 0          | 4            | 5            | 0            | 0            | 10                    | 8                     | 0                     | 0                     | 4        | 3     | 0           | 0          | 53       | 37     | 3           | 0          |
| H. Kharja      | 15       | 1       | 2           | 0          | 1            | 0            | 0            | 0            | 3                     | 0                     | 1                     | 0                     | -        | -     | -           | -          | 19       | 1      | 3           | 0          |
| Lúcio          | 31       | 1       | 5           | 0          | 4            | 0            | 1            | 0            | 8                     | 0                     | 3                     | 0                     | 4        | 0     | 0           | 0          | 47       | 1      | 9           | 0          |
| Maicon         | 28       | 1       | 5           | 0          | 4            | 0            | 2            | 0            | 8                     | 0                     | 1                     | 0                     | 3        | 0     | 0           | 0          | 43       | 1      | 8           | 0          |
| Mancini        | 2        | 0       | 0           | 0          | -            | -            | -            | -            | -                     | -                     | -                     | -                     | -        | -     | -           | -          | 2        | 0      | 0           | 0          |
| M. Mariga      | 12       | 0       | 4           | 0          | 5            | 1            | 0            | 0            | 2                     | 0                     | 0                     | 0                     | 2        | 0     | 0           | 0          | 21       | 1      | 4           | 0          |
| M. Materazzi   | 8        | 0       | 2           | 0          | 1            | 0            | 0            | 0            | 1                     | 0                     | 0                     | 0                     | 1        | 0     | 0           | 0          | 11       | 0      | 2           | 0          |
| D. Milito      | 23       | 5       | 1           | 0          | 3            | 1            | 0            | 0            | 4                     | 1                     | 0                     | 0                     | 4        | 1     | 0           | 0          | 34       | 8      | 1           | 0          |
| T. Motta       | 19       | 4       | 5           | 0          | 3            | 0            | 1            | 0            | 5                     | 1                     | 3                     | 0                     | 2        | 0     | 1           | 0          | 29       | 5      | 10          | 0          |
| S. Muntari     | 8        | 1       | 2           | 0          | 1            | 0            | 1            | 0            | 3                     | 0                     | 0                     | 0                     | 1        | 0     | 0           | 0          | 13       | 1      | 3           | 0          |
| Y. Nagatomo    | 13       | 2       | 0           | 0          | 3            | 0            | 0            | 0            | 3                     | 0                     | 0                     | 0                     | -        | -     | -           | -          | 19       | 2      | 0           | 0          |
| F. Natalino    | 2        | 0       | 0           | 0          | -            | -            | -            | -            | 1                     | 0                     | 0                     | 0                     | -        | -     | -           | -          | 3        | 0      | 0           | 0          |
| O. Nwankwo     | 2        | 0       | 0           | 0          | -            | -            | -            | -            | 3                     | 0                     | 0                     | 0                     | -        | -     | -           | -          | 5        | 0      | 0           | 0          |
| J. Obi         | 10       | 0       | 0           | 0          | 2            | 0            | 0            | 0            | 1                     | 0                     | 0                     | 0                     | -        | -     | -           | -          | 13       | 0      | 0           | 0          |
| P. Orlandoni   | -        | -       | -           | -          | -            | -            | -            | -            | 1                     | -3                    | 0                     | 0                     | -        | -     | -           | -          | 1        | -3     | 0           | 0          |
| G. Pandev      | 27       | 2       | 2           | 0          | 4            | 0            | 0            | 0            | 7                     | 1                     | 1                     | 0                     | 4        | 2     | 0           | 0          | 42       | 5      | 3           | 0          |
| G. Pazzini     | 17       | 11      | 0           | 0          | 3            | 0            | 0            | 0            | -                     | -                     | -                     | -                     | -        | -     | -           | -          | 20       | 11     | 0           | 0          |
| A. Ranocchia   | 18       | 1       | 2           | 0          | 4            | 0            | 2            | 0            | 4                     | 0                     | 1                     | 0                     | -        | -     | -           | -          | 26       | 1      | 5           | 0          |
| N. Rivas       | -        | -       | -           | -          | 1            | 0            | 0            | 0            | -                     | -                     | -                     | -                     | -        | -     | -           | -          | 1        | 0      | 0           | 0          |
| W. Samuel      | 10       | 0       | 0           | 0          | -            | -            | -            | -            | 3                     | 0                     | 1                     | 0                     | 2        | 0     | 1           | 0          | 15       | 0      | 2           | 0          |
| D. Santon      | 12       | 0       | 1           | 0          | 1            | 0            | 0            | 0            | 4                     | 0                     | 0                     | 0                     | 1        | 0     | 0           | 0          | 18       | 0      | 1           | 0          |
| W. Sneijder    | 25       | 4       | 1           | 0          | 2            | 0            | 1            | 0            | 9                     | 3                     | 1                     | 0                     | 3        | 0     | 0           | 0          | 39       | 7      | 3           | 0          |
| D. Stanković   | 26       | 5       | 6           | 0          | 3            | 1            | 0            | 0            | 7                     | 2                     | 1                     | 0                     | 4        | 1     | 0           | 0          | 40       | 9      | 7           | 0          |
| D. Suazo       | -        | -       | -           | -          | -            | -            | -            | -            | -                     | -                     | -                     | -                     | -        | -     | -           | -          | -        | -      | -           | -          |
| J. Zanetti     | 35       | 0       | 2           | 0          | 5            | 0            | 0            | 0            | 8                     | 1                     | 1                     | 0                     | 4        | 1     | 0           | 0          | 52       | 2      | 3           | 0          |

## Giovanili

### Organigramma societario
Area direttiva e organizzativa
- Amministratore delegato: Ernesto Paolillo
- Direttore settore giovanile: Piero Ausilio
- Responsabile tecnico: Roberto Samaden
- Responsabile organizzativo: Alberto Celario
- Responsabile area ricerca e selezione: Pierluigi Casiraghi
- Coordinatore osservatori: Giuseppe Giavardi
- Responsabile tecnico attività di base: Giuliano Rusca
- Responsabile organizzativo attività di base: Rachele Stucchi

### Piazzamenti
- Primavera:
- Campionato Primavera: semifinalista.
- Coppa Italia Primavera: semifinalista.
- Torneo di Viareggio: vincitore.
- Berretti: ? in campionato
- Allievi nazionali: final eight.
- Allievi regionali: terzo posto
- Giovanissimi nazionali:final eight
- Giovanissimi regionali: vince il campionato
- Giovanissimi regionali B vince il campionato